# Orthocentrus rufipes
Orthocentrus rufipes är en stekelart som beskrevs av Carl Gustav Alexander Brischke 1871. Orthocentrus rufipes ingår i släktet Orthocentrus och familjen brokparasitsteklar. Inga underarter finns listade i Catalogue of Life.